# Bamazomus hunti
Bamazomus hunti är en spindeldjursart som beskrevs av Harvey 200. Bamazomus hunti ingår i släktet Bamazomus och familjen Hubbardiidae. Inga underarter finns listade.